# تيمافلوكساسين
Temafloxacin (تسويقه من قبل مختبرات أبوت باسم Omniflox) هو فلوروكوينولون من المضادات الحيوية وكما أنه من الأدوية التي تم سحبها من البيع في الولايات المتحدة بعد وقت قصير من الموافقة عليه في عام 1992 وذلك بسبب آثاره السلبية الخطيرة التي أدت إلى ثلاث حالات وفاة.

## التاريخ
وتمت الموافقة على Omniflox لعلاج عدوى الجهاز التنفسي السفلي، الأعضاء التناسلية والتهابات المسالك البولية مثل التهاب البروستات، والتهاب الجلد في الولايات المتحدة من قبل إدارة الغذاء والدواء في يناير كانون الثاني عام 1992. والآثار الجانبية الشديدة، بما في ذلك الحساسية وفقر الدم الانحلالي، تم تطويره في حوالي خمسين مريضا خلال الأشهر الأربعة الأولى من استخدامه، مما أدى إلى ثلاث حالات وفاة من المرضى. سحبت شركة أبوت الدواء من البيع في يونيو 1992.

## الحرائك الدوائية
وعقب تناوله عن طريق الفم المركب يمتص جيدا من خلال القناة الهضمية. وعن طريق الفم التوافر البيولوجي أكبر من 90٪. Temafloxacin لديه انتشار جيد خلال الأنسجة في مختلف السوائل الحيوية والأنسجة، وخاصة في أنسجة الجهاز التنفسي، وإفرازات الأنف، اللوزتين، البروستاتا والعظام. في هذه المناطق التراكيز تحقيق تساوي أو تكون أعلى من تلك الموجودة في مصل الدم. والفلوروكوينولون لديه 7 - 8 ساعات نصف عمر.

## الاستخدامات الطبية
تتم الإشارة إلى المركب لعلاج عدوى الجهاز التنفسي السفلي (الالتهاب الرئوي المكتسب من المجتمع، التفاقم من التهاب القصبات المزمن)، الأعضاء التناسلية والتهابات المسالك البولية (التهاب البروستاتا، المكورات البنية والتهاب الإحليل غير السيلاني، التهابات عنق الرحم)، البشرة والأنسجة الرخوة.